# Ocean Network Express
Ocean Network Express Holdings, Ltd. (w skrócie ONE) – japońska firma zajmująca się transportem kontenerów i towarowym, której własnością są japońskie linie żeglugowe Nippon Yusen Kaisha, Mitsui OSK Lines i K Line . Powstała w 2017 r. jako spółka joint venture i przejęła działalność w zakresie transportu kontenerowego od swoich spółek macierzystych.
Przedsiębiorstwo jest zaliczane do grona 10 największych morskich przewoźników kontenerowych. Należy do sojuszu Premier Alliance.

## Historia
ONE zostało założone w 2017 roku jako spółka joint venture pomiędzy Nippon Yusen Kaisha (NYK), Mitsui OSK Lines (MOL) i K Line. Spółka powstała w ramach większego procesu konsolidacji, który miał wówczas miejsce w branży transportu kontenerowego, dotkniętej niskimi zyskami i nadwyżką mocy produkcyjnych. Połączono działy transportu kontenerowego trzech firm, tworząc szóstą co do wielkości firmę transportu kontenerowego na świecie na 2016 rok z 240 statkami i łączną ładownością 1,440,000 TEU. NYK kontroluje 38% udziałów w spółce joint venture, podczas gdy MOL i K Line posiadają po 31%.
15 maja 2018 r. dostarczono i włączono do floty pierwszy statek w kolorze magenty. Statek ONE Commitment (dawniej znany jako MOL Commitment, zbudowany w 2013 r.) rozpoczął swój dziewiczy rejs w Singapurze i dotarł do Yantian w Chinach. Statek pływa pod banderą japońską i obsługiwał serwis THE Alliance PN2, zawijając do Japonii, Chin, USA i Kanady, a jego łączna pojemność wynosi 8560 TEU.

## Paleta kolorów

Kontener 40-stopowy ONE.

ONE zdecydował się pomalować wszystkie swoje nowe zwodowane statki i kontenery na rozpoznawalny i przyciągający wzrok odcień magenty (kontenery chłodnicze mają kolor odwrotny: biały z napisami w kolorze magenty). Kolorystyka w odcieniu magenty została zainspirowana kwitnącymi drzewami wiśniowymi, jednym z narodowych symboli Japonii, gdzie znajdują się siedziby spółek-matek. Podjęta została decyzja o przemalowaniu istniejącej floty. 